# Rectoria de la Jonquera
La Rectoria de la Jonquera és una casa de la Jonquera (Alt Empordà) inclosa a l'Inventari del Patrimoni Arquitectònic de Catalunya.

## Descripció
Casa de planta rectangular, situada al centre del poble, que consta de planta baixa, dos pisos i coberta a duess aigües. El parament del mur està realitzat amb blocs de pedra ben treballats i escairats. Les obertures també han estat emmarcades per carreus ben treballats d'un material diferent. Al primer pis, sobre la porta principal, s'obre una finestra amb un arc gòtic que dona a un petit balcó. Les altres obertures són més petites i no presenten cap element decoratiu d'interès. Tot i així l'articulació de la façana, pel seu equilibri i elegància concedeix a la casa un aspecte força noble. La casa té un ràfec força remarcat.